# Factor cuerda

Una molécula de factor cuerda, o dimicolato de trehalosa.

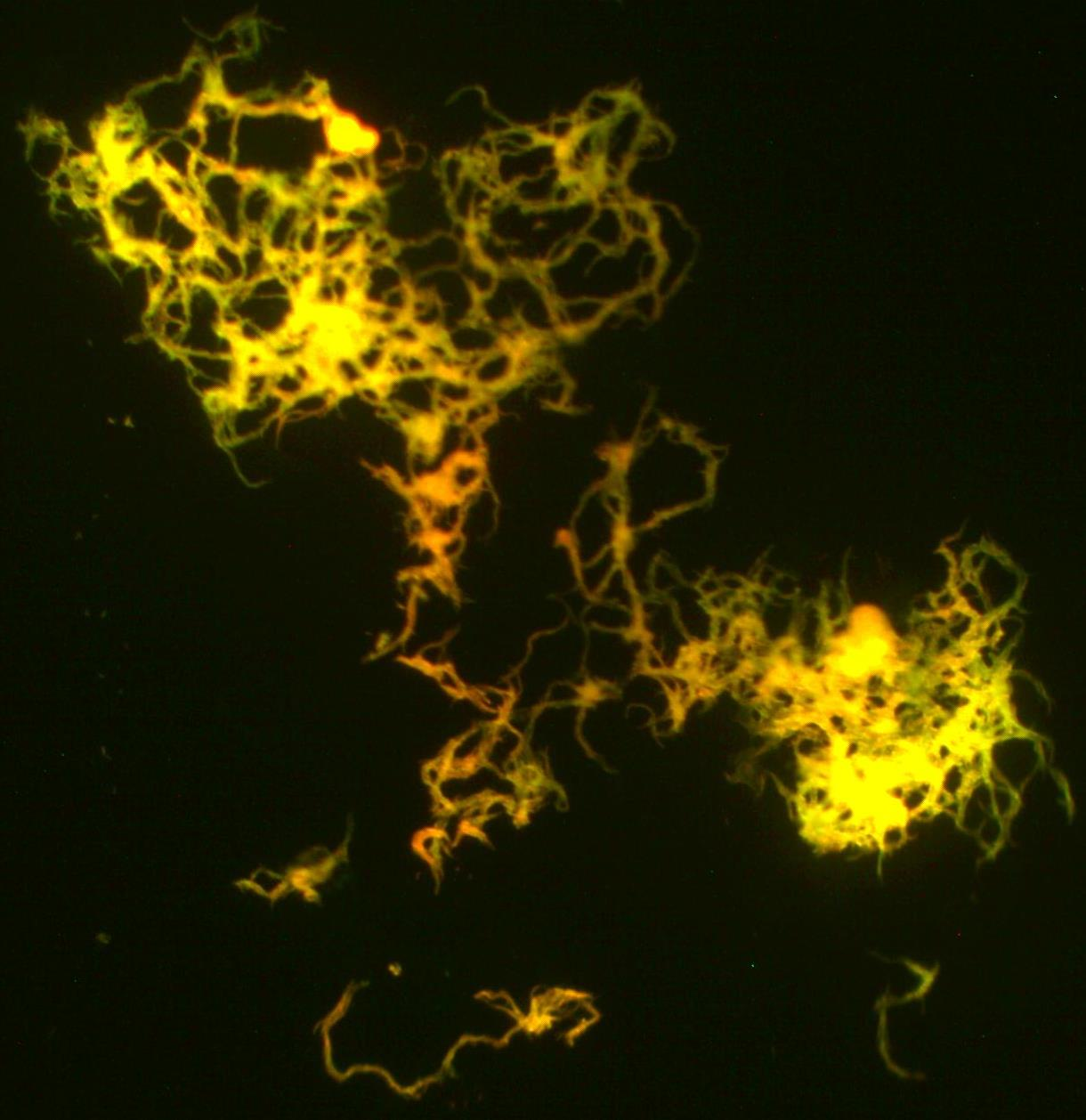
Cuerdas de Mycobacterium Tuberculosis (H37Rv tensión) vistas con microscopía fluorescente

El factor cuerda o dimicolato de trehalosa, es una molécula de glucolípido encontrada en la pared de célula de Mycobacterium tuberculosis y especie similar. Es el lípido primario  encontrado en el exterior de las células de M. tuberculosis. El factor cuerda influye el arreglo de células de M. tuberculosis a formaciones largas y esbeltas, dando su nombre.  Este factor es virulento hacia células mamíferos y crítico para supervivencia de M. tuberculosis en anfitriones, pero no exteriores de anfitriones.  El factor cuerda ha sido observado para influir respuestas inmunes, inducir la formación de granulomas, e inhibir crecimiento de tumor. El antimycobacterial fármaco SQ109 está pensado para inhibir TDM niveles de producción y de este modo interrumpe su asamblea de pared de la célula.

## Estructura
Una molécula de factor cuerda está compuesta de una molécula de azúcar, trehalose (un disacárido), compuesto de dos moléculas de glucosa enlazadas juntas. La trehalosa es esterificada a dos residuos de ácido micólico. Uno del dos residuos de ácido micólico está unido al sexto carbono de una glucosa, mientras que el otro residuo de ácido micólico está unido al sexto carbono de la otra glucosa. Por tanto, el factor cuerda es también nombrado trehalosa-6,6'-dimicolato. La cadena de carbono de los residuos de ácido micólico varían en longitud según la especie de bacterias  está encontrado en, pero la gama general es 20 a 80 átomos de carbono. La naturaleza anfifílica del factor cuerda provoca que adopte diferentes estructuras cuando muchas moléculas de factor cuerda están en contigüidad. En una superficie hidrofóbica, espontáneamente forman una monocapa cristalina. Esta monocapa cristalina es extremadamente durable y firme; es más fuerte que cualquier otra capa anfífila encontrada en la biología.  Esta monocapa también se forma en superficies en aceite-agua, plástico-agua, y aire-agua. En un entorno acuoso libre de superficies hidrofóbicas, el factor cuerda forma una micela.  Además, el factor cuerda se entrelaza con el lipoarabinomanano (LAM), el cual está encontrado en la superficie de células de M. tuberculosis también, para formar una bicapa asimétrica. Estas propiedades causan que las bacterias que producen factor cuerda para crecer en grandes y entrelazados filamentos, dándoles una forma de cuerda o soga cuando son teñidos y vistos mediante microscopía (por ello el nombre).

## Evidencia de virulencia

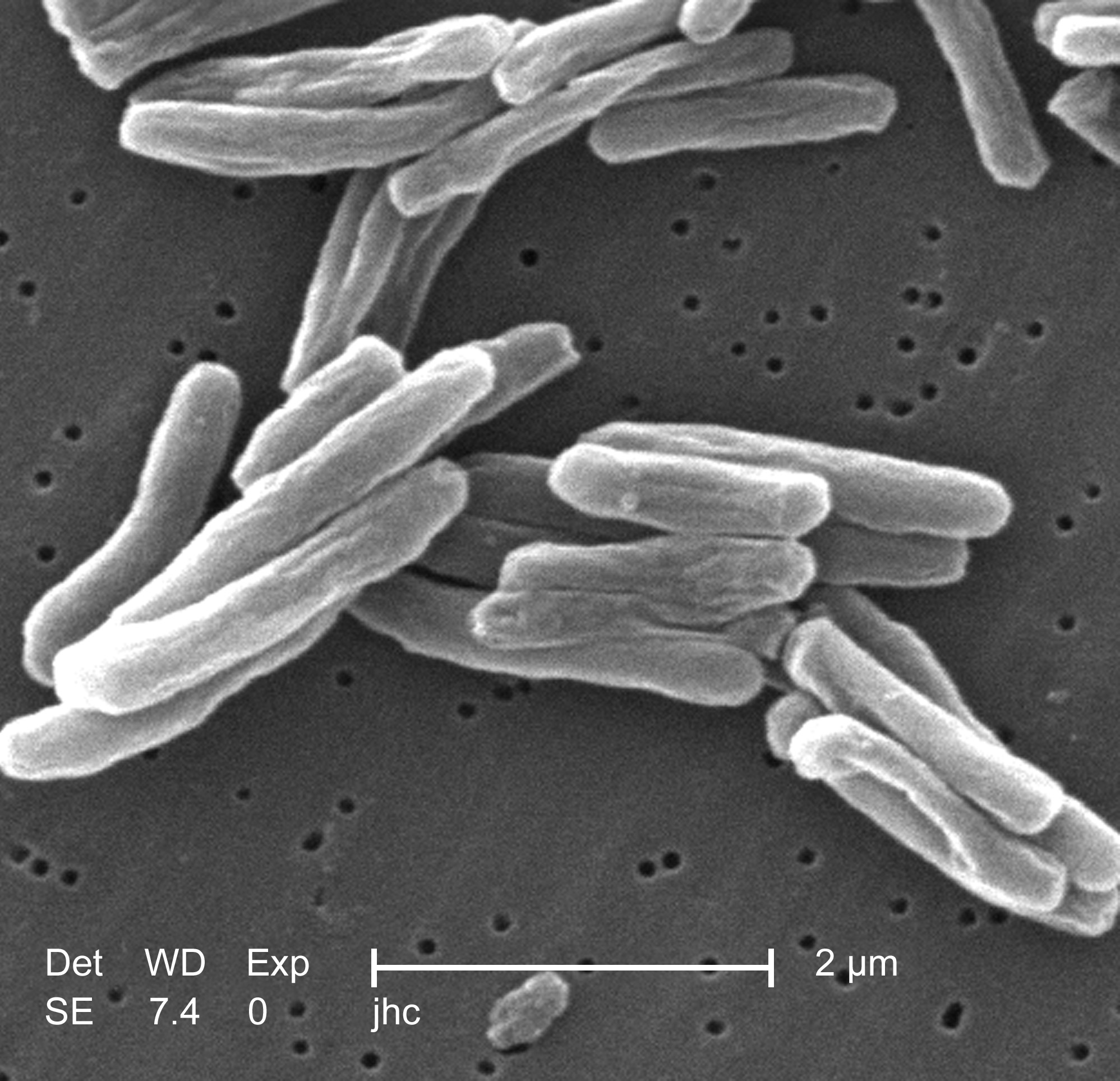
Microscopía electrónica de barrido de Mycobacterium tuberculosis

Una cantidad grande de factor cuerda está encontrada en virulent M. Tuberculosis, pero no en M. tuberculosis no virulento. Además, M. tuberculosis pierde su virulencia si su capacidad de producir moléculas de factor cuerda es compromised. Consiguientemente, cuando todos los  lípidos son removidos del exterior de las células de M. tuberculosis, la supervivencia de la bacteria en el hospedador se reduce. Cuándo el factor cuerda está añadido atrás a aquellas células, M. tuberculosis sobrevive en un índice similar a aquello de su estado original. Factor de cordón aumenta la virulencia de tuberculosis en ratones, pero  tiene efecto mínimo en otras infecciones.

## Función biológica
La función del factor cuerda es altamente dependiente en qué entorno  está localizado, y por lo tanto su conformation.  Esto es evidente cuando el factor cuerda es nocivo cuándo inyectado con una solución de aceite, pero no cuando  es con un saline solución, incluso en cantidades muy grandes. El factor cuerda protege a M. tuberculosis de las defensas del hospedador. Específicamente, el factor cuerda en la superficie de células de M. tuberculosis impide fusión entre vesículas fagosomales que contienen las células de M. tuberculosis y los lisosomas que las destruiríanL. Los componentes individuales del factor cuerda, el azúcar trehalosa y los residuos de ácido micólico, no es capaz de demostrar esta actividad; las moléculas de factor cuerda tienen que ser plenamente intactas. La actividad de esterasas sobre el factor cuerda resulta en la lisis de las células de M. tuberculosis. Aun así, el células de M. tuberculosis todavía tienen que ser vivas de impedir esta fusión; calor-las células asesinadas con el factor cuerda son incapaces de impedir el ser digirió.  Esto sugiere una molécula adicional proveniente de M. tuberculosis está requerida. A toda costa, la capacidad del factor cuerda de prevenir la fusión está relacionada con una fuerza de hidratación incrementada o a través de efecto estérico. Restos de factor cuerda en la superficie de células de M. tuberculosis hasta que  asocia con una gotita de lípido, donde  forma una monocapa. Entonces, cuando el factor cuerda está en configuración de monocapa, tiene una función diferente; deviene fatal o nocivo al organismo anfitrión.  Los macrófagos pueden morir cuando entran en contacto con monocapas de factor cuerda, pero no cuando el factor cuerda está en otras configuraciones. Cuando el monolayer área de superficie de aumentos de factor cuerda, tan hace su toxicidad.  La longitud de la cadena de carbono encima del factor cuerda también ha mostrado para afectar toxicidad; una cadena más larga muestra toxicidad más alta.  Además, se ha encontrado que el fibrinógeno se adsorbe a monocapas de factor cuerda y actúa como un cofactor para sus efectos biológicos.

## Respuestas del hospedador y citocinas
Respuestas numerosas que varía en efecto resultan de la presencia de factor cuerda en células anfitrionas. Después de que exposición al factor cuerda para 2 horas, 125 genes en el genoma de ratón son upregulated.  Después de que 24 horas, 503 genes son upregulated, y 162 genes son downregulated. Los mecanismos químicos exactos por qué actos de factor cuerda no es completamente sabidos. Aun así, es probable que los ácidos micólicos del factor cuerda deban sufrir una modificación en ciclopropilo para desencadenar una respuesta del sistema inmune del hospedero en la infección inicial.  Además, las conexiones de éster en el factor cuerda son importantes para sus efectos tóxicos.  Hay evidencia que el factor cuerda está reconocido por el Mincle receptor, el cual está encontrado en macrófagos.  Un activado Mincle ventajas de receptor a un pathway que finalmente resultados en la producción de varios cytokines.  Estos cytokines puede dirigir a más lejano cytokine producción que promueve inflammatory respuestas.  El factor cuerda, a través del receptor Mincle, también causan el reclutamiento de neutrófilos, y asimismo a liberación de citocinas proinflamatorias.  Aun así,  hay también evidencia que receptor tipo Toll 2 (TLR2) conjuntamente con la proteína MyD-88 es responsable para la producción de citocinas más que el receptor Mincle.
Presencia de factor cuerda aumenta la producción de las citocinas interleucina-12 (IL-12), interleucina-1 beta (IL-1β), interleucina-6 (IL-6), factor de necrosis tumoral (TNFα), y proteína inflamatoria macrofágica (MIP-2), los cuales son todas citocinas proinflamatorias importantes para formación de granulomas.  IL-12 es particularmente importante en el defensa en contra M. tuberculosis; sin él, M. tuberculosis se expandiría sin dificultad. IL-12 gatilla la producción de más citocinas a través de linfocitos T y linfocitos citolíticos naturales, mientras también provocan la maduración de linfocitos Th1, y así dirigiendo a inmunidad. Entonces, con IL-12 disponible, Th1 células y NK producto de células interferón gamma (IFN-γ) moléculas y posteriormente liberarles.  El IFN-γ las moléculas en vuelta activan macrófagos.
Cuando los macrófagos son activados por el factor cuerda,  pueden arreglar a granulomas alrededor células de M. tuberculosis.  Los macrófagos y neutrófilos activados también causar un aumento en el factor de crecimiento endotelial vascular (VEGF), el cual es importante para angiogénesis, un paso en formación de granuloma.  Los granulomas pueden ser formados cualquiera con o sin T-células, indicando que  pueden ser extranjeros-cuerpo-tipo o hypersensitivity-tipo. Esto significa que el factor cuerda puede estimular una respuesta por suplente como molécula extranjera o por causar reacciones nocivas del sistema inmunitario si el anfitrión es ya immunized. Así, el factor cuerda puede actuar como nonspecific irritant o un T-la célula dependiente antigen. Los granulomas encierran células de M. tuberculosis para parar las bacterias de extender, pero también dejan las bacterias para quedar en el anfitrión. De allí, el tejido puede quedar dañado y la enfermedad puede transmitir más allá con el factor cuerda. Alternativamente, los macrófagos activados pueden matar las células de M. tuberculosis a través de intermediarios reactivos de nitrógeno para eliminar la infección.
Además de inducir formación de granulomas, los macrófagos activados por IL-12 e IFN-γ son capaces de limitar crecimiento de tumores. Además, la producción provocada por el factor cuerda de TNF-α, también conocido como caquectina, es también capaz de inducir caquexia, o pérdida de peso, dentro de anfitriones. Factor de cordón también aumenta la actividad NADasa en el anfitrión, y por ello  baja NAD; consiguientemente disminuye la actividad de las enzimas que requieren NAD. El factor cuerda es así capaz de obstruir la fosforilación oxidativa y la cadena de transporte del electrón en membranas mitocondriales. En ratones, el factor cuerda ha mostrado para causar atrofia en el timo a través de apoptosis; de modo parecido en conejos, ocurrió atrofia del timo y del bazo.  Esta atrofia ocurre conjuntamente con formación de granulomas, y si formación de granulomas está perturbada, también lo es la progresión de la atrofia.

## Usos y aplicaciones científica
Infección por M. tuberculosis se mantiene como un problema serio en el mundo y el conocimiento del factor cuerda puede ser útil en controlar esta enfermedad. Por ejemplo, la glicoproteína conocida como lactoferrina es capaz de mitigar la producción de citocinas y formación de granuloma provocada por el factor cuerda.  Aun así, el factor cuerda puede servir como modelo útil para todos los glicolípidos  patógenos y por lo tanto  pueda proporcionar idea para más de justo él como factor de virulencia.  Las cuentas hidrofóbicas cubrieron con el factor cuerda es una herramienta eficaz  para tal búsqueda;  son capaces de reproducir la respuesta de un organismo al factor cuerda de células de M. tuberculosis. Cuentas de factor cuerda son fácilmente creadas y aplicados a organismos para estudio, y entonces fácilmente recuperó.
Es posible de formar liposomas de factor cuerda a través de emulsión de agua; estos liposomas no son tóxicos y pueden ser usados para mantener un suministro constante de macrófagos activados. El factor cuerda bajo el control apropiado potencialmente puede ser útil en luchar contra el cáncer porque la IL-12 y el IFN-γ son capaces de limitar el crecimiento de tumores.